# Бертрандон де ла Брокијер
Бертрандон де ла Брокијер (фр. Bertrandon de la Broquière, умро 1459) био је племић, ходочасник и путописац из Војводства Бургундије у Француској. Током 1432. и 1433. Брокијер је пропутовао Свету земљу, затим Малу Азију, посетио је византијски Цариград, а затим је преко османских територија на Балкану стигао у Српску деспотовину. Преко Угарске се касније вратио у западну Европу. За свог сизерена војводу Филипа III Доброг саставио је 1457. путопис Путовање преко мора (Le Voyage d'Outre-Mer) у коме је описао своја запажања о крајевима, народима и личностима које је сусрео (нпр. Мурат II, деспот Ђурађ Бранковић, Јован VIII Палеолог) и предлоге о томе како би се у неком новом крсташком рату османска војска могла савладати.